# Festa do Cururuquara
Festa do Cururuquara é uma festa em Santana de Parnaíba em celebração ao fim da escravidão no Brasil. É um dos principais eventos do município, parte do acervo de tradições do local, e ocorre desde 13 de maio de 1888. O ponto de encontro da festa é a Capela das Palmeiras, onde ocorre uma missa e uma congada.